# دنبشچزنا
دنبشچزنا (به لهستانی:  Dębszczyzna) یک روستا در لهستان است که در گمینا ستژژویتسه واقع شده‌است.